# محوطه کول گان (کولغان)
محوطه کول گان (کولغان) در شمال شهر قشم، کنارجاده واقع شده و این اثر در تاریخ ۲۷ دی ۱۳۷۷ با شمارهٔ ثبت ۲۱۹۸ به‌عنوان یکی از آثار ملی ایران به ثبت رسیده است.